# Michael Ende
Michael Andreas Helmuth Ende (Garmisch-Partenkirchen, 1929. november 12. – Filderstadt-Bonlanden, 1995. augusztus 28.) német író, aki gyermekkönyvei révén vált ismertté.

## Élete
Michael Ende 1929-ben született Edgar Ende szürrealista festő és felesége gyermekeként. Első életéveit Münchenben töltötte, ide járt gimnáziumba is.
Néhány héttel a második világháború vége előtt behívták a hadseregbe, ám ő inkább elmenekült. Csak 1948-ban sikerült befejeznie gimnáziumi tanulmányait Stuttgartban. Ezt követően 1948 és 1950 között Münchenben színi iskolába járt, amelyet sikeresen elvégzett.
1953-ig különböző színházakban dolgozott, ahol politikai kabarék szövegeit írta. 1954 és 1962 között a Bayerischer Rundfunk nevű rádióadó filmkritikusa volt.
Saját, zömében drámai színdarabjai azonban nem hozták meg Ende számára a várva várt sikert. Gombos Jim és Lukács, a masiniszta című gyermekeknek szóló kéziratát tizenkét kiadó utasította el, mígnem 1960-ban a Thienemann kiadó jóvoltából megjelenhetett, és egy csapásra ismertté tette a szerzőt. Az anyagi függetlenséget a második kötet, a Gombos Jim és a rettegett 13 kiadása (1962) hozta meg számára.
1970-ben első feleségével, Ingeborg Hoffmann-nal elhagyta Németországot és Olaszországban telepedett le, mert a német kritikusok „gyerek-firkász”-nak („Schreiberling für Kinder”) titulálták és azzal vádolták, hogy műveivel menekülni próbál a valódi világból. Olaszországban született meg 1973-ban hatalmas sikert elérő meseregénye, a Momo, amelyet ő maga illusztrált.
1978-ban bemutatták a könyvből készült operát, 1985-ben pedig a filmet, amelyben Ende kisebb mellékszerepet vállalt.
1979-ben született meg leghíresebb műve, A Végtelen Történet, amelynek 1984-es megfilmesítésétől azonban elhatárolódott, mert túlságosan giccsesnek tartotta.
1985-ben elhunyt a felesége. Ende ezt követően visszaköltözött Münchenbe. 1989-ben elvette feleségül Mariko Sato japán fordítót, aki átültette az író néhány művét japán nyelvre.
1995-ben Stuttgart közelében hunyt el gyomorrákban. Münchenben nyugszik. Síremléke, amelyet Ludwig Valentin Angerer tervezett, egy túlméretezett, bronzból készült nyitott könyv, amelyből műveinek mesefigurái nőnek ki.
Ende a huszadik század legkedveltebb és legsikeresebb német nyelvű szerzőinek egyike, akit az irodalomkritikusok azonban szinte teljes egészében figyelmen kívül hagytak. Nagy sikerét és ismertségét részben a két regényéből készült filmeknek is köszönheti.

## Fontosabb művei
- 1960 Gombos Jim és Lukács, a masiniszta (Jim Knopf und Lukas der Lokomotivführer)
- 1962 Gombos Jim és a Rettegett 13 (Jim Knopf und die wilde 13)
- 1967 A játékrontó (Die Spielverderber)
- 1969 Das Schnurpsenbuch
- 1972 Tranquilla Trampeltreu, az állhatatos teknősbéka (Tranquilla Trampeltreu, die beharrliche Schildkröte)
- 1972 Momo (Momo)
- 1978 A kis paprikajancsi (Das kleine Lumpenkasperle)
- 1978 Lirum Larum Willi Warum
- 1978 Álomfaló csodamanó (Das Traumfresserchen)
- 1979 A Végtelen Történet (Die unendliche Geschichte) - első magyar kiadás: Árkádia Könyvkiadó, 1985, puhafedeles
- 1981 A sárkány és a pillangó (Der Lindwurm und der Schmetterling Oder der seltsame Tausch)
- 1982 Az árnyékvarrógép (Die Schattennähmaschine)
- 1982 Bűvészmese (Das Gauklermärchen)
- 1983 Tükör a tükörben (Der Spiegel im Spiegel)
- 1984 Norbert Nackendick balladája (Die Ballade von Norbert Nackendick)
- 1984 Filemon Faltenreich
- 1985 Der Giggolori
- 1986 Álmok zsibvására (Trödelmarkt der Träume – Mitternachtslieder und leise Gedichte)
- 1987 Norbert Nackendick vagy a csupasz orrszarvú (Norbert Nackendick Oder Das nackte Nashorn)
- 1988 Ofélia árnyékszínháza (Ophelias Schattentheater)
- 1989 A sátánármányosparázsvarázspokolikőrpuncspancslódítóbódítóka (Der satanarchäolügenialkohöllische Wunschpunsch)
- 1990 Történet a tálról és a kanálról (Die Geschichte von der Schüssel und dem Löffel)
- 1991 Ilka titka (Lenchens Geheimnis)
- 1992 A szabadság börtöne (Das Gefängnis der Freiheit)
- 1993 A csábító (Der Rattenfänger)
- 1993 Teddy és az állatok (Der Teddy und die Tiere)
- 1993 A teliholdlegenda (Die Vollmondlegende)
- 1994 Michael Ende kartotékszekrénye (Michael Endes Zettelkasten)
- 1994 Varázslóiskola és más történetek (Die Zauberschule und andere Geschichten)
- 1998 A senkikertje (Der Niemandsgarten)

## Magyarul
- A végtelen történet; ford. Hárs Ernő, ill. Roswitha Quadflieg; Árkádia, Bp., 1985
- Momo avagy Furcsa történet az időtolvajokról s a gyermekről, aki visszahozta az embereknek az ellopott időt. Meseregény; ford. Kalász Márton, ill. a szerző; Móra, Bp., 1986
- Gombos Jim és Lukács, a masiniszta; ford. Tapodi Rika, ill. Kelemen István; Móra, Bp., 1990
- A sátánármányosparázsvarázspokolikőrpuncspancslódítóbódítóka; ford. Lázár Magda, ill. Regina Kehn; Európa, Bp., 1993
- Tükör a tükörben. Labirintus; ford. Lázár Magda; Officina Nova, Bp., 1995 (Kobra könyvek)
- A varázslóiskola és egyéb történetek; ford. Hárs Ernő, ill. Bernhard Oberdieck; Európa, Bp., 1996
- Michael Ende–Regina Kehn: Világgá mentem, majd jövök; ford. Leléné Nagy Márta; Minerva Nova, Szeged, 2002
- Varázslóiskola Vágyországban; ford. Hárs Ernő, ill. Kathrin Treuber; Európa, Bp., 2002
- Michael Ende–Annegert Fuchshuber: Álomfaló Csodamanó; ford. A. Katona Ildikó, Leléné Nagy Márta; Minerva Nova, Szeged, 2003
- Gombos Jim és a Rettegett 13; ford. Tapodi Rika, ill. Kelemen István; Móra, Bp., 2003 (Az én könyvtáram)
- A kis firkások; ford. Tandori Dezső, ill. Rolf Rettich; Könyvmolyképző, Szeged, 2007
- Michael Ende–Wieland Freund: Rosszcsont Rodrigó és Filkó, a fegyverhordozója; ford. Perczel Enikő; Móra, Bp., 2019

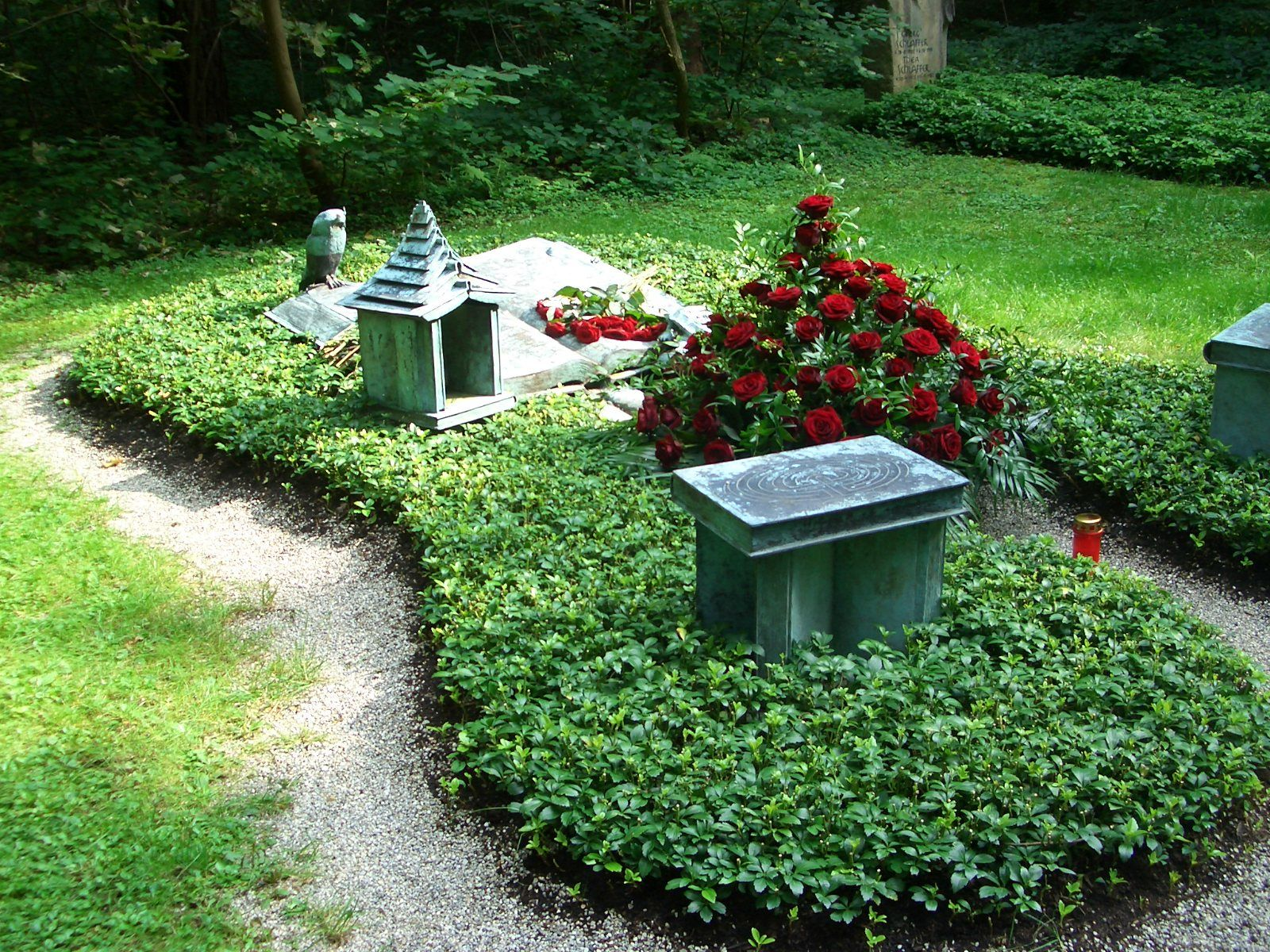
Michael Ende sírja Münchenben